# Климно
Климно (хрв. Klimno) је насељено место у општини Добрињ, на острву Крк, Приморско-горанска жупанија, Хрватска.

## Историја
До територијалне реорганизације у Хрватској било је у саставу старе општине Крк.

## Становништво
У попису становништва из 2011. године, Климно је имало 116 становника.
| Број становника према пописима | Број становника према пописима | Број становника према пописима | Број становника према пописима | Број становника према пописима | Број становника према пописима | Број становника према пописима | Број становника према пописима | Број становника према пописима | Број становника према пописима | Број становника према пописима | Број становника према пописима | Број становника према пописима | Број становника према пописима | Број становника према пописима | Број становника према пописима |
| ------------------------------ | ------------------------------ | ------------------------------ | ------------------------------ | ------------------------------ | ------------------------------ | ------------------------------ | ------------------------------ | ------------------------------ | ------------------------------ | ------------------------------ | ------------------------------ | ------------------------------ | ------------------------------ | ------------------------------ | ------------------------------ |
| 1857                           | 1869                           | 1880                           | 1890                           | 1900                           | 1910                           | 1921                           | 1931                           | 1948                           | 1953                           | 1961                           | 1971                           | 1981                           | 1991                           | 2001                           | 2011                           |
| 0                              | 0                              | 61                             | 75                             | 85                             | 70                             | 103                            | 91                             | 104                            | 97                             | 93                             | 87                             | 98                             | 100                            | 115                            | 116                            |

Напомена: Године 1857. и 1869. подаци су садржани у насељу Солине. Од 1880. до 1910. године исказивано као део насеља.

## Галерија
- пејзаж

## Књижевност
- Савезни завод за статистику и евиденцију Савезне Републике Југославије и СФРЈ, попис становништва 1948, 1953, 1961, 1971, 1981. и 1991. године године.
- Књига: „Етнички и вјерски састав становништва Хрватске, 1880-1991: по насељима, аутор: Јаков Гело, издавач: Државни завод за статистику Републике Хрватске, 1998.,  953-6667-07-X,  978-953-6667-07-9;